# 江一真
江一真（1915年3月—1994年3月24日），男，福建连城人，中华人民共和国政治人物。

## 生平
江一真是福建连城县庙前镇人。1929年3月，参加红军，参加长征。担任中央红军总医院医务主任，红军重伤医院院长。抗日战争时期，任八路军野战医院院长，白求恩卫生学校校长，晋察冀军区卫生部部长。1946年，任新四军滨海总队政委兼滨海县委书记，华中工委土改队队长兼党委书记，中共泰州地委副书记。
中华人民共和国成立后，任福建省农林厅厅长，福建省委农村工作部部长，福建省委土地改革委员会副主任。1955年2月任福建省人民委员会副省长[省长叶飞]。4月，任中共福建省委副书记。1956年5月，任中共福建省委第二书记。1956年7月，任福建省委书记处书记、福建省副省长。11月，兼省政协主席。1958年7月任中共福建省委代理第一书记、福建省副省长。1959年2月，任福建省省长。
1959年10月被打倒，后下放至福建三明钢铁厂任副厂长。1962年平反，任中华人民共和国农垦部副部长。1964年，任农业部代部长。文化大革命期间被关押，1977年初派驻卫生部。11月，任卫生部部长兼党组书记。1979年4月，任中共河北省委第二书记、河北省革命会副主任。1980年2月，任河北省人大常委会主任。1994年3月24日在北京逝世，享年79岁。

## 家庭
长子江上虹在文化大革命中曾计划刺杀江青，未遂被捕判刑。
女儿江效松。
次子江上舟曾任中芯国际董事长，其妻吴启迪曾任同济大学校长、教育部副部长。